# Chirona evermanni
Chirona evermanni är en kräftdjursart som först beskrevs av Henry Augustus Pilsbry 1907.  Chirona evermanni ingår i släktet Chirona och familjen Archaeobalanidae. Inga underarter finns listade i Catalogue of Life.